# 鹿島家 (伯爵家)
鹿島家（かしまけ）は、山階宮菊麿王の第4王子で臣籍降下した鹿島萩麿が創設した華族の伯爵家。

## 歴史
山階宮菊麿王の第4王子である萩麿は、昭和3年（1928年）7月に請願に依り臣籍降下して鹿島の家名を賜り、7月20日に華族の伯爵に列せられた。萩麿は海軍大尉まで昇進した海軍将校だったが、昭和7年8月26日に死去。
昭和8年3月28日に島津忠重公爵の次男晃久が萩麿の跡を継承した。彼も海軍技術大尉まで昇進した海軍将校で、島津興業社長などを務めた。また薩摩の古写真の研究でも知られた。
彼の代に鹿島伯爵家の住居は東京市麻布区三河台町にあった。